# Ралф Стивенсон
Сер Ралф Клермонт Скрин Стивенсон (енгл. Sir Ralph Clarmont Skrine Stevenson; 16. мај 1895 – 23. јун 1977) је био британски дипломата.

## Биографија

### Образовање и дипломатска каријера
Рођен је 16. маја 1895. године као син санитетског генерала. Школовао се на Велингтон колеџу и Универзитету у Оксфорду. Учествовао је у Првом светском рату као капетан стрељачке бригаде.
Дипломатску службу је започео 1919. године као трећи секретар, потом 1921. као други, а 1928. као први секретар. Оженио се 27. октобра 1921. године са Хеленом Барбаром Изабел Борел и имао једног сина. У ранг министра је унапређен 1941. године. Током службе у Министарству спољних послова, боравио је у мисијама у Копенхагену, Берлину, Софији, Хагу, Каиру и Барселони.

### Други светски рат
За изванредног и опуномоћеног амбасадора при Влади Краљевине Југославије у егзилу, именован је 1943. године. Обављао је дужност послератног амбасадора у Демократској Федеративној Југославији од 1945. године, односно Федеративној Народној Републици Југославији. 

### Послератна каријера
Од 1946. до 1950. године је био амбасадор у Кини, потом у Краљевству Египат од 1950. до 1953. године, а затим до 1955. године у Републици Египат. Био је члан Законодавног већа Острва Мен између 1955. и 1970. године.
Умро је 23. јуна 1977. године.

## Одликовања
- Орден Светог Михаила и Светог Ђорђа